# Bodroux–Chichibabin醛合成
波尔多-齐齐巴宾醛合成（Bodroux-Chichibabin aldehyde synthesis）
格氏试剂与原甲酸三乙酯反应生成缩醛，缩醛经过水解得到比格氏试剂多一个碳的醛类。
例如，以正戊基格氏试剂为原料合成己醛：